# Jüdischer Friedhof (Vörden, Marienmünster)
Der Jüdische Friedhof liegt an der Straße Im Hogge in der Gemeinde Vörden (Marienmünster) im Kreis Höxter in Nordrhein-Westfalen. Der Friedhof umfasst eine Fläche von 1018 m². Am 13. Dezember 1988 wurde er in die Denkmalliste der Gemeinde Marienmünster eingetragen.

## Geschichte
Die älteste urkundliche Erwähnung jüdischen Lebens in Vörden stammt aus dem Jahr 1623/24. Im Jahr 1700 fand ein Joseph Nathan Erwähnung, dem vorgeworfen wurde, mit einer katholischen Witwe „verkehrt“ zu haben. Der jüdische Friedhof in Vörden wurde vermutlich im frühen 18. Jahrhundert angelegt. Er wurde auch von den Juden aus Bredenborn genutzt. Der älteste erhaltene Grabstein stammt aus dem Jahr 1824. In den Jahren 1933 bis 1938 lebten in Vörden etwa 21 Juden, die in den Kriegsjahren entweder emigrierten oder deportiert wurden. Nach dem Krieg kehrten nur die Brüder Karl Siegbert und Ernst Israelsohn aus dem KZ Stutthof in ihre Heimat zurück und konvertierten zum Christentum. Verwüstungen des Friedhofs während der NS-Zeit sind nicht bekannt. Die letzte Bestattung – Hugo Kleinstraß aus Bredenborn – erfolgte 1957. Es sind heute noch 33 Grabstellen erhalten. Die Familie Israelsohn ließ 1963 auf dem Friedhof einen Gedenkstein für ihre Familie aufstellen.